# Hammad ibn Buluggin
Hammad ibn Buluggin († 1028) war der erste Herrscher der Hammadiden in Algerien (1014–1028).
Nach dem Tod seines Vaters Buluggin ibn Ziri (972–984), wurde mit al-Mansur ibn Ziri (984–995) ein Bruder von Hammad neues Oberhaupt der Ziriden in Ifrīqiya. Hammad wurde von ihm aber als Statthalter im zentralen Maghreb/Algerien eingesetzt. Als solcher brach er den Widerstand der Zanatastämme und vertrieb diese endgültig nach Marokko. Im Jahr 1007 gründete Hammad die Residenz al-Qala („die Festung“) in den Hodna-Bergen westlich von Sétif und entfaltete eine umfangreiche Bautätigkeit. Vor allem die Paläste und die Große Moschee wurden von Zeitgenossen gerühmt.
Hammad gewann in der Folgezeit immer mehr Einfluss im westlichen Ziridenreich. 1014 erklärte er seine Unabhängigkeit von den Ziriden und erkannte die Abbasiden in Bagdad (nicht die Fatimiden in Kairo) als die rechtmäßigen Kalifen an. Zwar kam es zu Kämpfen mit den Ziriden, doch mussten diese schon 1016 einen Waffenstillstand abschließen und 1018 die Unabhängigkeit der Hammadiden anerkennen. Nachfolger Hammads wurde al-Qaid (1028–1054) unter dem die Beziehungen zu den Fatimiden in Ägypten wieder aufgenommen wurden.